# Adscape
Adscape è una società pubblicitaria in-game con sede a San Francisco che è stata acquisita da Google il 15 febbraio 2007 per 23 milioni di dollari. Adscape è stata fondata nel 2002 da Dan Willis, un ex ingegnere della Nortel. Adscape venne lanciato nel febbraio 2006 con 3,2 milioni di dollari di finanziamenti provenienti da HIG Ventures, una società di capitale di rischio con sede ad Atlanta, in Georgia. L'azienda offre servizi tra cui la consegna di annunci dinamici ai videogiochi. Non ha ancora stretto alcuna partnership con gli editori di videogiochi a partire dalla sua acquisizione da parte di Google.
L'acquisizione della società da parte di Google gli conferisce i brevetti di Adscape. Google commentò l'acquisizione dicendo in un comunicato stampa: "Dato che sempre più persone passano il tempo a giocare ai videogiochi, pensiamo di poter creare opportunità per gli inserzionisti di raggiungere il loro pubblico di destinazione mantenendo al contempo un'esperienza utente coinvolgente e di alta qualità". Questa acquisizione è stata in parte alimentata dall'acquisizione da parte di Microsoft della società di pubblicità in-game Massive Incorporated, che aveva già ottenuto accordi con gli editori di giochi tra cui Ubisoft, THQ e Take-Two Interactive, per 200 milioni di dollari nel 2006. Un esperto commentò l'acquisizione, dicendo: "Esiste un intero mondo di differenza tra la forma di pubblicità fatta da Google e Madison Avenue. Mentre tutti apprezzano i dollari che Google può buttare in giro, quando si tratta dell'esperienza [delle pubblicità in-game] non li hanno”. Adscape si è trasferito dai suoi uffici di Atlanta al quartier generale di Google a Mountain View, in California, nel marzo 2007. La leadership dell'azienda comprende Dan Willis come direttore tecnico, Bernie Stolar come presidente, ed Eva Woo come vicepresidente del marketing.